# 듄: 프로퍼시
《듄: 프로퍼시》(영어: Dune: Prophecy)는 HBO 맥스에서 2024년 11월부터 방영된 미국의 공상 과학 드라마이다. 프랭크 허버트의 《듄》 세계관의 여성 집단 베네 게세리트(Bene Gesserit)의 기원을 다룬 작품이며, 시간 배경은 1965년 원작 소설보다 1만 년전 이야기이다. 드니 빌뇌브 감독의 영화 《듄》 시리즈의 프리퀄에 해당하는 작품이다.